# Sybil Wettasinghe
Sybil Wettasinghe (31 octobre 1927, Galle - 1er juillet 2020, Sri Jayawardenapura Kotte) est une auteure et illustratrice srilankaise spécialisée dans la littérature d'enfance et de jeunesse.
En 1948, elle commence sa carrière en collaborant au journal Lankadeepa (en) pour lequel elle produit chaque samedi un strip inspiré de son enfance à Gintota (en) dans le district de Galle.
En 1956 sort son premier ouvrage pour la jeunesse : Kuda Hora. Au cours de sa carrière elle participera à la création de plus de 200 ouvrages.
Son travail a obtenu plusieurs distinctions internationales, dont un prix à la biennale d'illustration de Bratislava en 1989 ou encore le Nikkei Asia Prize (en) en 2012.
En 2019, le journaliste Vijita Fernando (en) lui consacre une biographie : The story of Sybil Wettasinghe : a biography.